# Miguel Segura
Miguel Segura (n. Quinindé, Ecuador; 5 de junio de 1990) es un futbolista ecuatoriano. Juega de lateral izquierdo y su equipo actual es el Sociedad Deportivo Quito de la Segunda Categoría del Ecuador.

## Trayectoria

### América de Quito
Miguel llegó al América de Quito tras su paso por la sub-20 de El Nacional en 2010, ahí jugó algunos partidos de la Segunda Categoría de Ecuador, antes de que comience la novela Miguel Segura con Universidad Católica.

### Universidad Católica
A mitad de año del 2010 Segura es dado a préstamo a la Universidad Católica, desde ese momento Miguel no tuvo equipo fijo, ya que América de Quito lo daba de préstamo cada año al club Católico que en ese momento estaba en la Serie B. Los préstamos terminaron cuando el conjunto universitario ascendía a primera y de ahí Miguel Segura tuvo que buscar otro destino.

### Deportivo Quevedo
En 2013 llegó lo esperado para Segura un equipo de primera se había fijado en él, pero no para comprarlo sino para llevarlo a préstamo y el América cedió al jugador. Él estuvo en el club de Quevedo por 2 años y llegó a debutar en un partido contra el Club Sport Emelec el 10 de marzo de 2013 perdiendo por 1-0 desde ese momento Segura tuvo muchas más opciones para ser titular ganándose el puesto en el club, pero llegó el tiempo de regresar.

### Fuerza Amarilla
En el 2015, Fuerza Amarilla Sporting Club llega a un acuerdo con América por los derechos del jugador, siendo presentado en rueda de prensa como unos de los primeros refuerzos de Fuerza en cara a la Serie B de Ecuador. Miguel debutó en Fuerza el 28 de febrero de 2015 contra el Macará obteniendo la victoria por 1-0, ese año el equipo tuvo el ascenso a la Serie A de Ecuador. En 2016 Fuerza debutaba con Segura en la primera división del fútbol ecuatoriano contra Sociedad Deportiva Aucas con resultado a favor de 2-1. Haciendo una buena campaña terminaron en la octava posición clasificando a Copa Sudamericana haciendo una hazaña histórica siendo el primer equipo de El Oro en ir a una competición internacional. El 28 de febrero de 2017 debuta en la Copa Sudamericana perdiendo por 1-0 pero en el partido de vuelta (jugado en el estadio George Capwell de Emelec, por no tener luminarias el estadio 9 de Mayo tras el terremoto de Ecuador de 2016) ganaron por  2-0 clasificando a la siguiente ronda.

## Estadísticas

### Clubes
Actualizado al último partido disputado el 30 de octubre de 2022.
| Club                           | Div.          | Temporada     | Liga  | Liga  | Copas nacionales | Copas nacionales | Copas internacionales | Copas internacionales | Total | Total |
| Club                           | Div.          | Temporada     | Part. | Goles | Part.            | Goles            | Part.                 | Goles                 | Part. | Goles |
| ------------------------------ | ------------- | ------------- | ----- | ----- | ---------------- | ---------------- | --------------------- | --------------------- | ----- | ----- |
| Universidad Católica · Ecuador | 1.ª           | 2010          | 7     | 0     | —                | —                | —                     | —                     | 7     | 0     |
| Universidad Católica · Ecuador | 2.ª           | 2011          | 24    | 1     | —                | —                | —                     | —                     | 24    | 1     |
| Universidad Católica · Ecuador | 2.ª           | 2012          | 12    | 1     | —                | —                | —                     | —                     | 12    | 1     |
| Universidad Católica · Ecuador | Total         | Total         | 43    | 2     | 0                | 0                | 0                     | 0                     | 43    | 2     |
| Deportivo Quevedo · Ecuador    | 1.ª           | 2013          | 6     | 0     | —                | —                | —                     | —                     | 6     | 0     |
| Deportivo Quevedo · Ecuador    | 2.ª           | 2014          | 6     | 0     | —                | —                | —                     | —                     | 6     | 0     |
| Deportivo Quevedo · Ecuador    | Total         | Total         | 12    | 0     | 0                | 0                | 0                     | 0                     | 12    | 0     |
| Fuerza Amarilla · Ecuador      | 2.ª           | 2015          | 31    | 0     | —                | —                | —                     | —                     | 31    | 0     |
| Fuerza Amarilla · Ecuador      | 1.ª           | 2016          | 18    | 0     | —                | —                | —                     | —                     | 18    | 0     |
| Fuerza Amarilla · Ecuador      | 1.ª           | 2017          | 28    | 1     | —                | —                | 4                     | 0                     | 32    | 1     |
| Fuerza Amarilla · Ecuador      | 2.ª           | 2018          | 39    | 1     | —                | —                | —                     | —                     | 39    | 1     |
| Fuerza Amarilla · Ecuador      | Total         | Total         | 116   | 2     | 0                | 0                | 4                     | 0                     | 120   | 2     |
| El Nacional · Ecuador          | 1.ª           | 2019          | 26    | 2     | 3                | 0                | —                     | —                     | 29    | 2     |
| El Nacional · Ecuador          | Total         | Total         | 26    | 2     | 3                | 0                | 0                     | 0                     | 29    | 2     |
| Deportivo Cuenca · Ecuador     | 1.ª           | 2020          | 4     | 0     | —                | —                | —                     | —                     | 4     | 0     |
| Deportivo Cuenca · Ecuador     | Total         | Total         | 4     | 0     | 0                | 0                | 0                     | 0                     | 4     | 0     |
| Olmedo · Ecuador               | 1.ª           | 2020          | 24    | 2     | —                | —                | —                     | —                     | 24    | 2     |
| Orense · Ecuador               | 1.ª           | 2021          | 13    | 0     | —                | —                | —                     | —                     | 13    | 0     |
| Orense · Ecuador               | Total         | Total         | 13    | 0     | 0                | 0                | 0                     | 0                     | 13    | 0     |
| Olmedo · Ecuador               | 2.ª           | 2022          | 33    | 1     | 2                | 0                | —                     | —                     | 35    | 1     |
| Olmedo · Ecuador               | Total         | Total         | 57    | 3     | 2                | 0                | 0                     | 0                     | 59    | 3     |
| Total carrera                  | Total carrera | Total carrera | 271   | 9     | 5                | 0                | 4                     | 0                     | 280   | 9     |

1. ↑  Incluye datos de la Copa Ecuador (2019-act.).
2. ↑  Incluye datos de la Copa Sudamericana (2017-act.).

## Palmarés

### Campeonatos nacionales
| Título             | Club                 | Año  |
| ------------------ | -------------------- | ---- |
| Serie B de Ecuador | Universidad Católica | 2012 |
| Serie B de Ecuador | Fuerza Amarilla      | 2015 |